# Juls Serger
Juls Luis Serger (* 2. Oktober 2001) ist ein deutscher Sänger und Schauspieler.

## Leben
Juls Luis Serger wuchs als drittes von vier Kindern im Raum Dortmund auf.
Bereits mit sechs Jahren gehörte er dem Knabenchor der Chorakademie Dortmund an. Im Alter von 8 bis 13 Jahren war er als Knabensopran in nationalen und internationalen Opern- und Konzertproduktionen solistisch tätig. Von 2009 bis 2014 trat er mehr als 100 Mal als 1. Knabe in der Zauberflöte von Mozart in unterschiedlichen Opernhäusern auf: Deutsche Oper Berlin, Staatstheater Kassel, Niederländische Oper Amsterdam, Staatstheater Aachen und weiteren. Die Inszenierung der Zauberflöte 2014 beim Festival d’Aix-en-Provence (Regie: Simon McBurney) wurde von ARTE übertragen. 2011 sang er in der Oper Köln in Sonntag aus Licht von Karlheinz Stockhausen die Rolle des Knaben Michael, 2012 in der Oper Dortmund/im Konzerthaus Dortmund in Elias von Mendelssohn Bartholdy die Rolle des Sohnes von Elias, 2013 in der Oper Köln die Rolle des Miles in The Turn of the Screw von Benjamin Britten und in Madrid in Wagners Parsifal, 2013 bis 2014 in der Niederländischen Oper Amsterdam die Rolle des Waldvogels in Siegfried von Richard Wagner.
Im Kinofilm Nebel im August hatte er 2015 seine erste Kinorolle an der Seite von Sebastian Koch und Fritzi Haberlandt (Regie: Kai Wessel), die des Hermann Klein.
Im gleichen Jahr spielte er an der Seite von Florian David Fitz in dem deutsch-österreichischen Fernsehfilm Kästner und der kleine Dienstag die Rolle des Wolfi Stern (Regie: Wolfgang Murnberger). In dem Kinofilm Sprite Sisters – Vier zauberhafte Schwestern spielte er 2018 die Rolle des Quinn (Regie: Sven Unterwaldt). Darüber hinaus spielte er Episodenhauptrollen in unterschiedlichen Fernsehserien.

## Filmografie (Auswahl)
- 2016: Kästner und der kleine Dienstag
- 2016: Nebel im August (Kinofilm)
- 2017: SOKO Köln (Fernsehserie, 1 Folge)
- 2017: Der Lehrer (Fernsehserie, 1 Folge)
- 2018: Heldt (Fernsehserie, 1 Folge)
- 2018: Bergdoktor (Fernsehserie, 1 Folge)
- 2018: Bettys Diagnose (Fernsehserie, 1 Folge)
- 2019: SOKO München (Fernsehserie, 1 Folge)
- 2020: In aller Freundschaft – Die jungen Ärzte (Fernsehserie, 1 Folge)
- 2020: Vier zauberhafte Schwestern (Kinofilm)
- 2021: Notruf Hafenkante: Nur ein Atemzug
- 2020: Morden im Norden: Bilder des Todes
- 2020: Badehotellet (Fernsehserie, 5 Folgen)
- 2022: SOKO Leipzig (Fernsehserie, 1 Folge)
- 2022: Echo (Kinofilm)
- seit 2024: Unter uns
- 2024: Der Kommissar und der See – In besseren Kreisen (Fernsehreihe)